# 미나미마치다 그랑베리 파크역
미나미마치다 그랑베리 파크 역(일본어: 南町田グランベリーパーク駅)은 일본 도쿄도 마치다시에 있는 도쿄 급행 전철의 역이다. 역 번호는 DT25이다.

## 개요
표고는 75m로 도큐 전철의 모든 역 중 가장 높다. 도쿄 도에 소재하는 철도역으로는 가장 남쪽에 위치하고 있다. 도쿄는 도쿄인데 다마지구인데다가 거기서도 최남단이라 위치가 외진 곳이라는 게 아쉽지만.
도큐 몰스 디벨로프먼트가 운영하는 쇼핑몰 "그랑베리 몰"(2017년 2월부터 장기 폐쇄 중)의 근처역으로 "그랑베리 몰 앞"이라는 부역명이 부기되어 있었다. 특히 토요일, 휴일은 이 센터에 방문객이 많아지기 때문에 액세스 향상을 위해서 급행(오이마치 선 직통을 포함)이 종일 정차한다. 또, 평일에 이 쇼핑몰에 가는 이용객들을 위해서 2007년부터 주행해오던 준급행을 하루 중에도 운행하는 다이어 개정을 실시한 뒤 당역에 종일 정차하게 된다.

## 역사
- 1976년 10월 15일: 미나미마치다 역(일본어: 南町田駅)으로 영업 개시.
- 2000년 7월 15일: 행락기에만 급행의 임시 정차역이 됨.
- 2001년 8월: 기타구치 개설.
- 2006년 3월 18일: 토요일・휴일의 급행 정차역이 됨.
- 2014년 6월 21일: 준급 정차역이 됨.
- 2017년
  - 2월 12일: "그랑베리 몰"의 폐관에 따라, 그랑베리 몰 입구를 정면 출입구로 변경[2].
  - 4월 1일: 기타구치 역 광장에 버스 승하차 개시.
- 2019년
  - 10월 1일: 역명을 "미나미마치다 그랑베리 파크"에 개명.

## 역 구조
상대식 승강장 2면 2선의 지상역이다. 개찰구는 그랑베리 몰에 끼고 역사의 남쪽에 있는 정면 입구와 국도 제16호선과 접한 북쪽 출입구로 총 2곳 있다. 플랫폼에는 대합실이 설치되어 있다. 화장실은 정면구 개찰 안쪽의 왼쪽으로 다기능 화장실도 설치되어 있다.
원래 정면구 개찰구 옆에는 toks이 있었는데 망하고 미나미구치에 입지하였던 am/pm의 철거지를 이용하고 2010년 11월 16일부터 2017년 2월 12일까지LAWSON+toks이 영업했다.그 후 toks철거지에 주서 바가 입점했고, 개찰 안팎에서 이용할 수 있었지만 2014년 10월 19일로 폐점하고 있다
원래 정면구 개찰구 옆에는 역 매점 toks가 운영되다가 폐점하고 미나미구치에 입지하였던 am/pm의 철거지를 이용하여 2010년 11월 16일부터 2017년 2월 12일까지 LAWSON+toks이 영업했다. 그 후, toks철거지에 주시 바가 입점했고, 개찰구 안팎에서 이용 가능했었지만 2014년 10월 19일부로 폐점하였다.

### 승강장
| 번호 | 노선        | 방향 | 행선                                                                |
| ---- | ----------- | ---- | ------------------------------------------------------------------- |
| 1    | 덴엔토시 선 | 하행 | 주오린칸 방면                                                       |
| 2    | 덴엔토시 선 | 상행 | 후타코타마가와・시부야・ 한조몬 선 오시아게・ 도부 선 가스카베 방면 |

## 역 주변
미나미구치에는 2000년에 쇼핑몰 "그랑베리 몰"이 개업, 이 시설과 일체가 된 마을 조성이 진행되어서, 구미의 거리를 생각하는 풍경이 펼쳐지고 있다. 기타구치는 국도 제16호선와 근접해 있고, 상업 시설 등은 적어, 단독 주택이나 일반 주택, 대형 아파트 등 주택가가 확산되고 있다.
역 주변 주소는 마치다 시 쓰루마이며, 마치다 시 미나미마치다라는 주소는 지금까지 존재하지 않았지만 2016년 7월 18일의 주거 표시 실시에서 국도 제16호선 이북 지역에서 새롭게 "마치다 시 미나미마치다 1초메, 5초메"가 신설되었다. 단, 국도 제16호선 남측의 동명은 현재와 같이, 마치다 시 쓰루마이고, 역 소재지 주소도 쓰루마이다.
2017년부터, 마치다 시와 도큐 전철이 미나미마치다 역 주변(그랑베리 몰 포함)의 재개발 사업을 추진하고 있다.
- 도메이 고속도로 요코하마 마치다 나들목
- 국도 제16호선
- 국도 제246호선
- 마치다 시 관공서 미나미마치다 역 연락소
- 그랑베리 몰 우체국
- 도큐 스토어 미나미마치다 가설점
- 그랑베리 몰 (재개발 사업으로 인한 2017년 2월부터 장기 폐쇄 중)
- 마치다 시립 쓰루마 초등학교
- 의료 법인 사단 마사시회 미나미마치다 병원
- 쓰루마 공원

## 사진

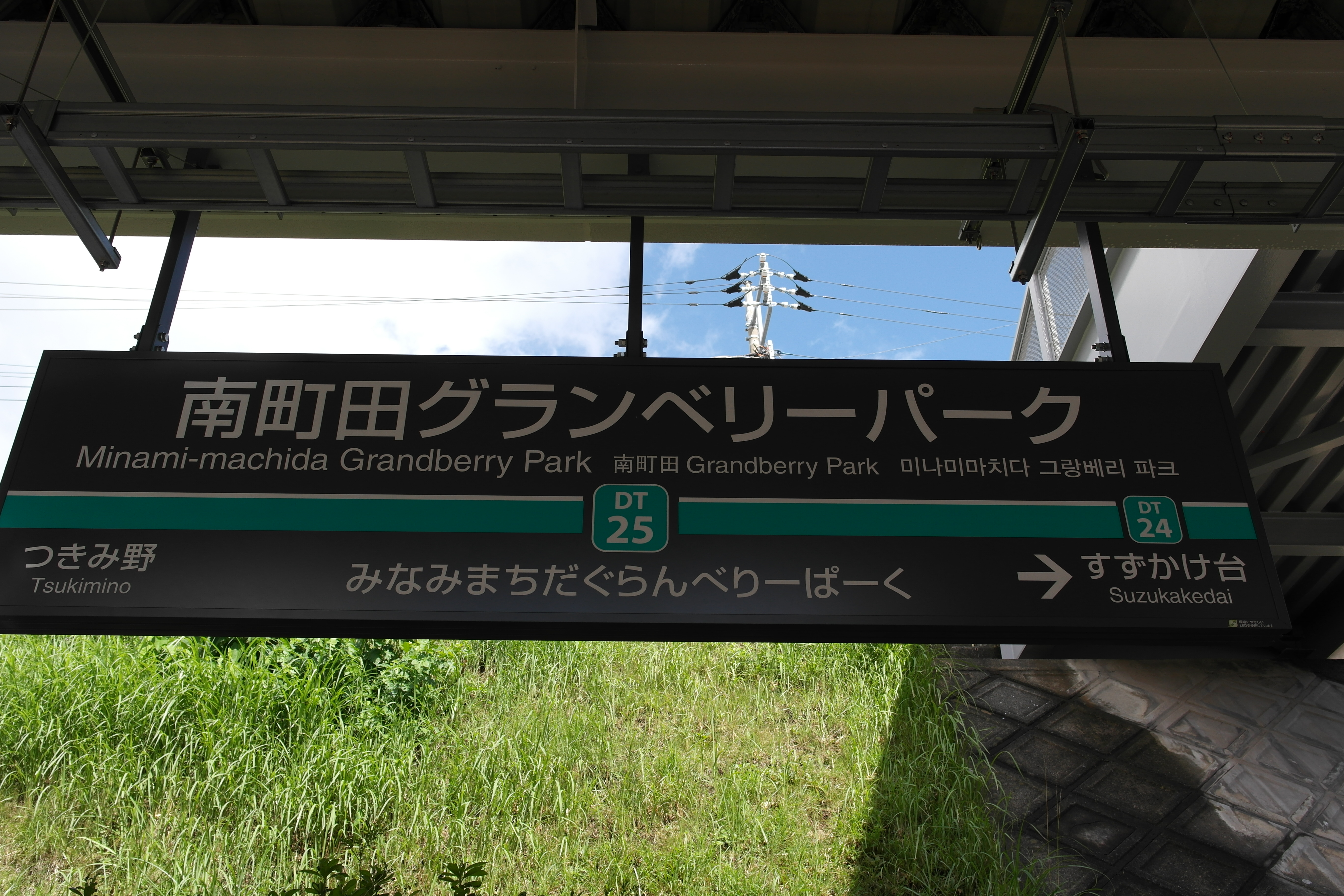
역명판
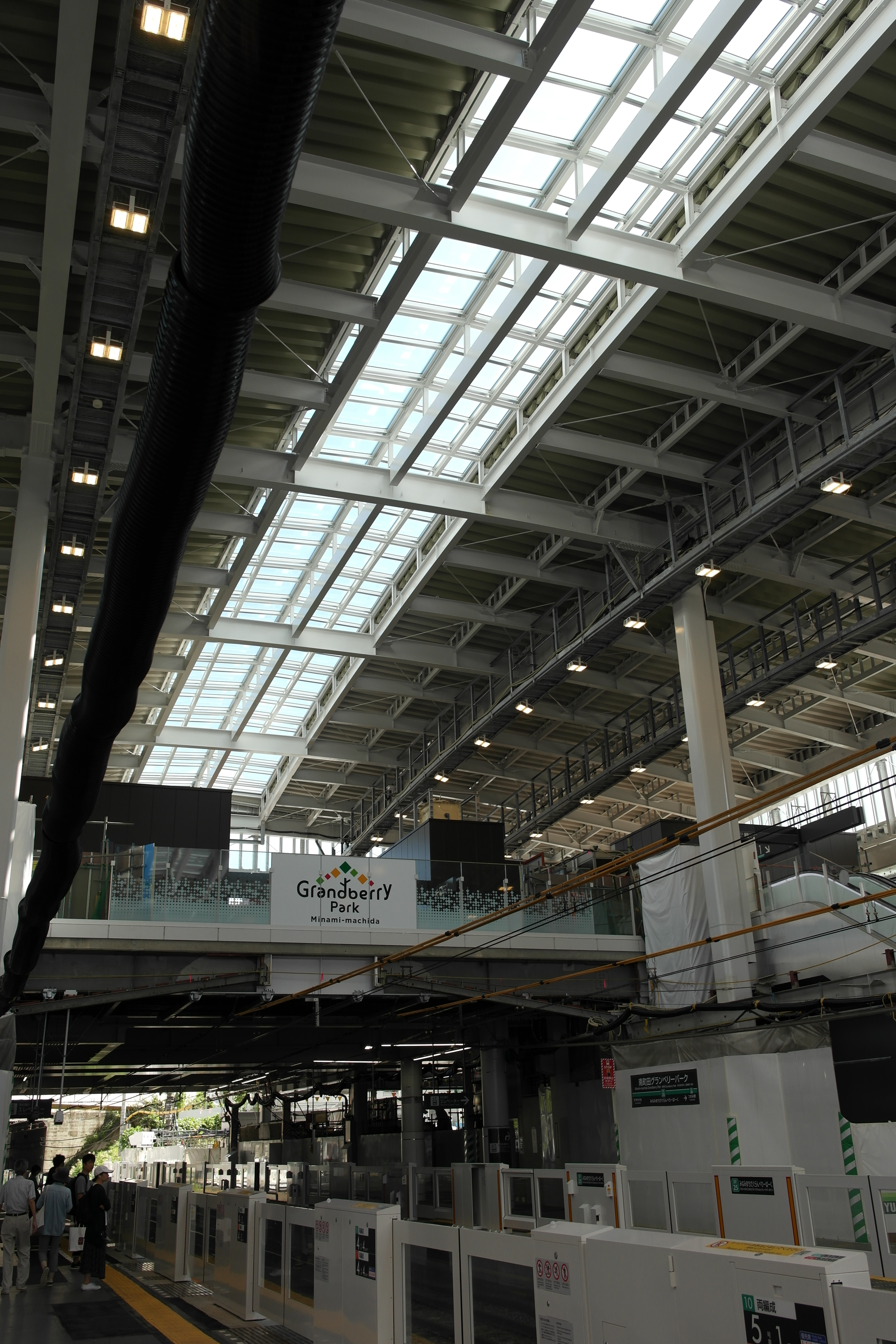
ホーム・橋上改札・自由通路を覆う大屋根（2019年10月4日）
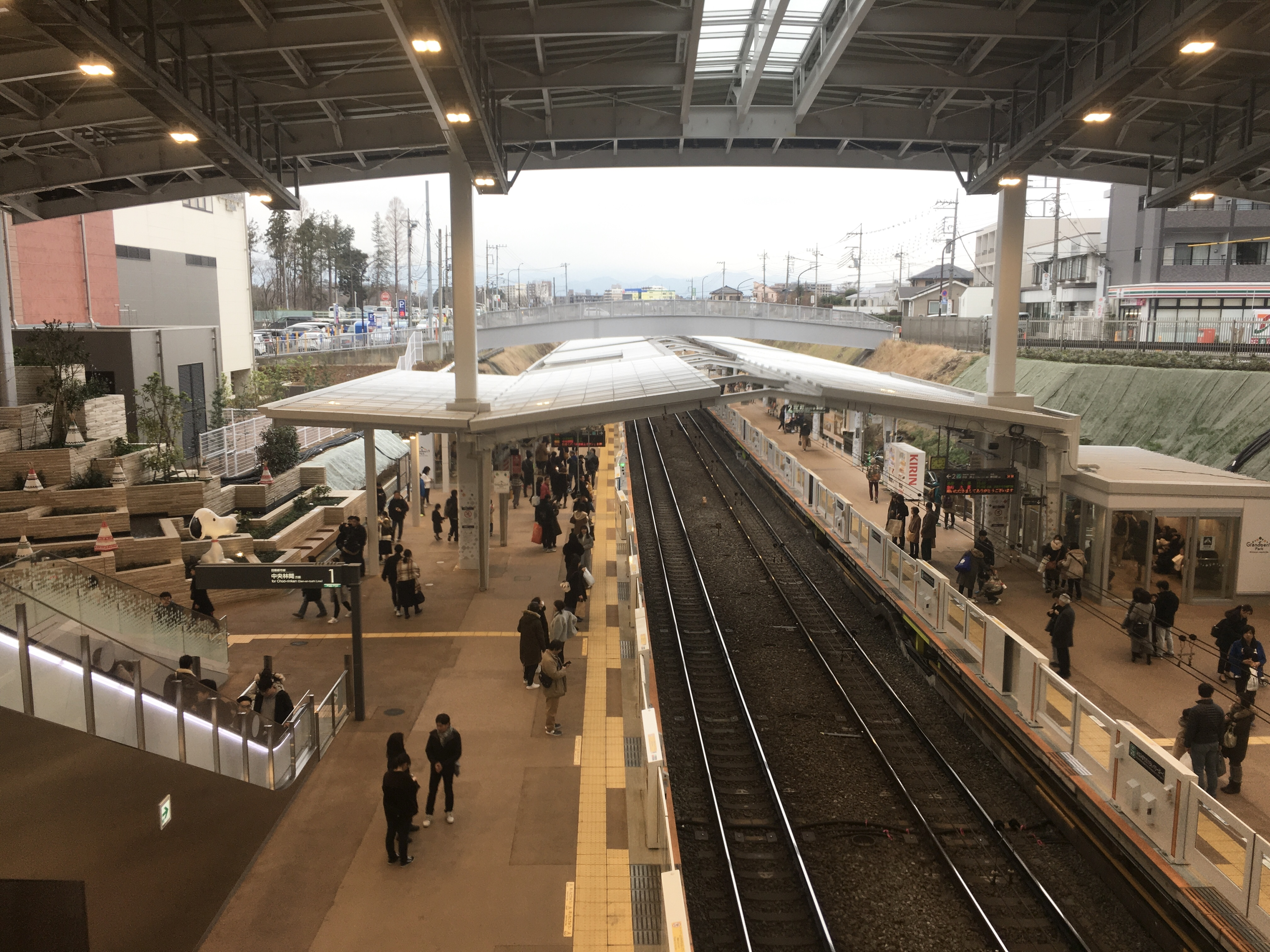
6ホームを自由通路から撮影（2020年1月12日）
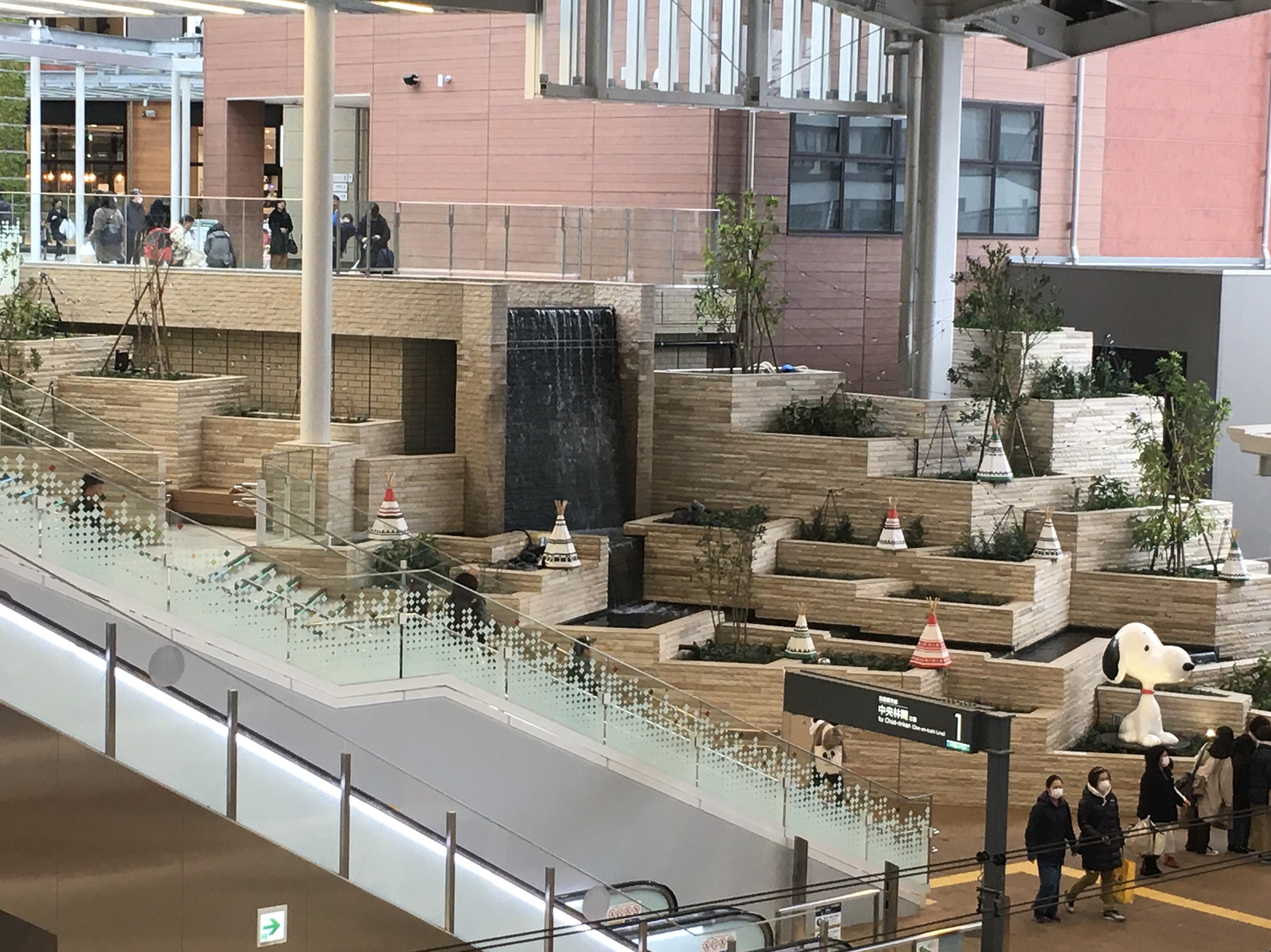
ホームの大階段横には滝が流れる（2020年1月12日）
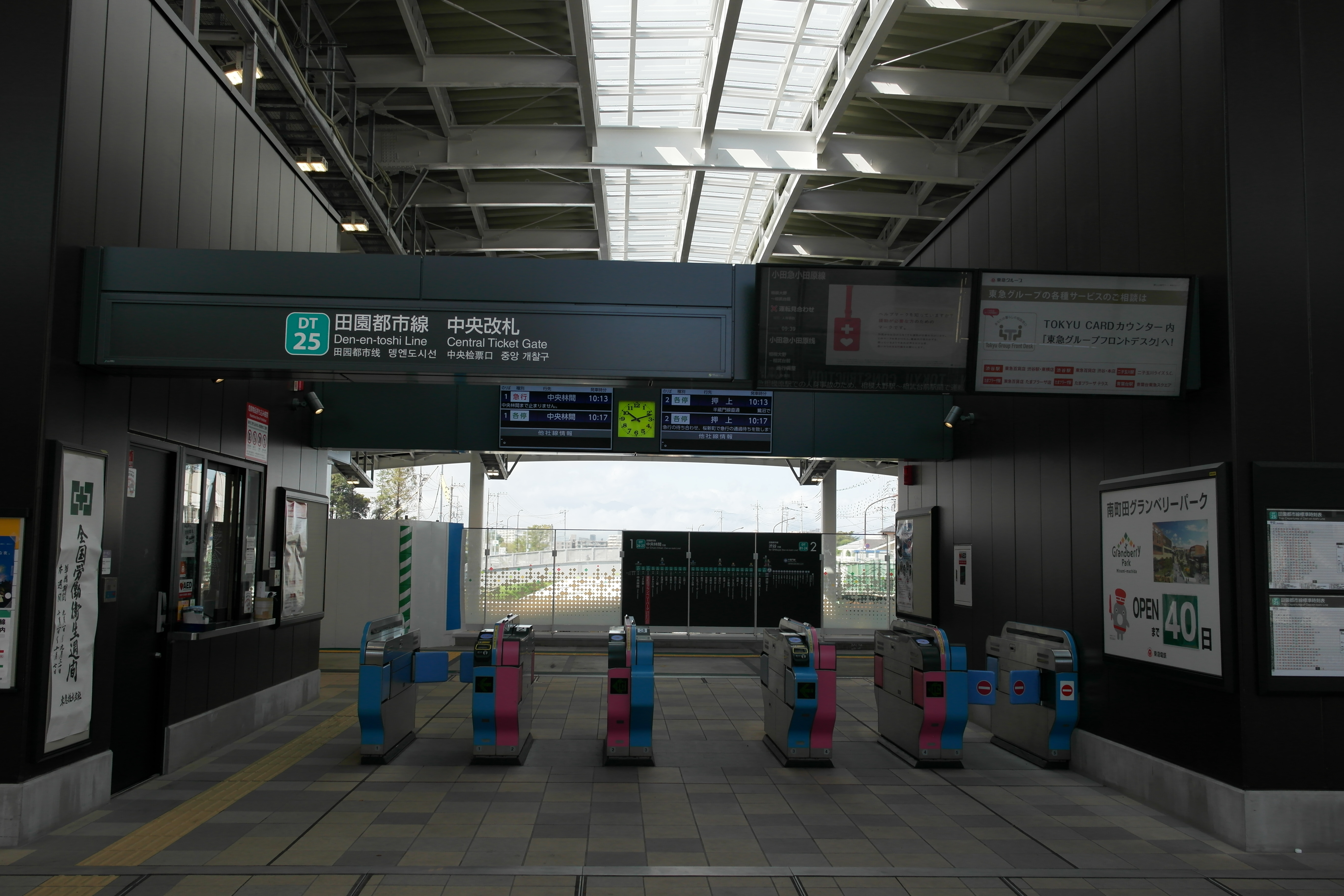
中央改札（2019年10月4日）
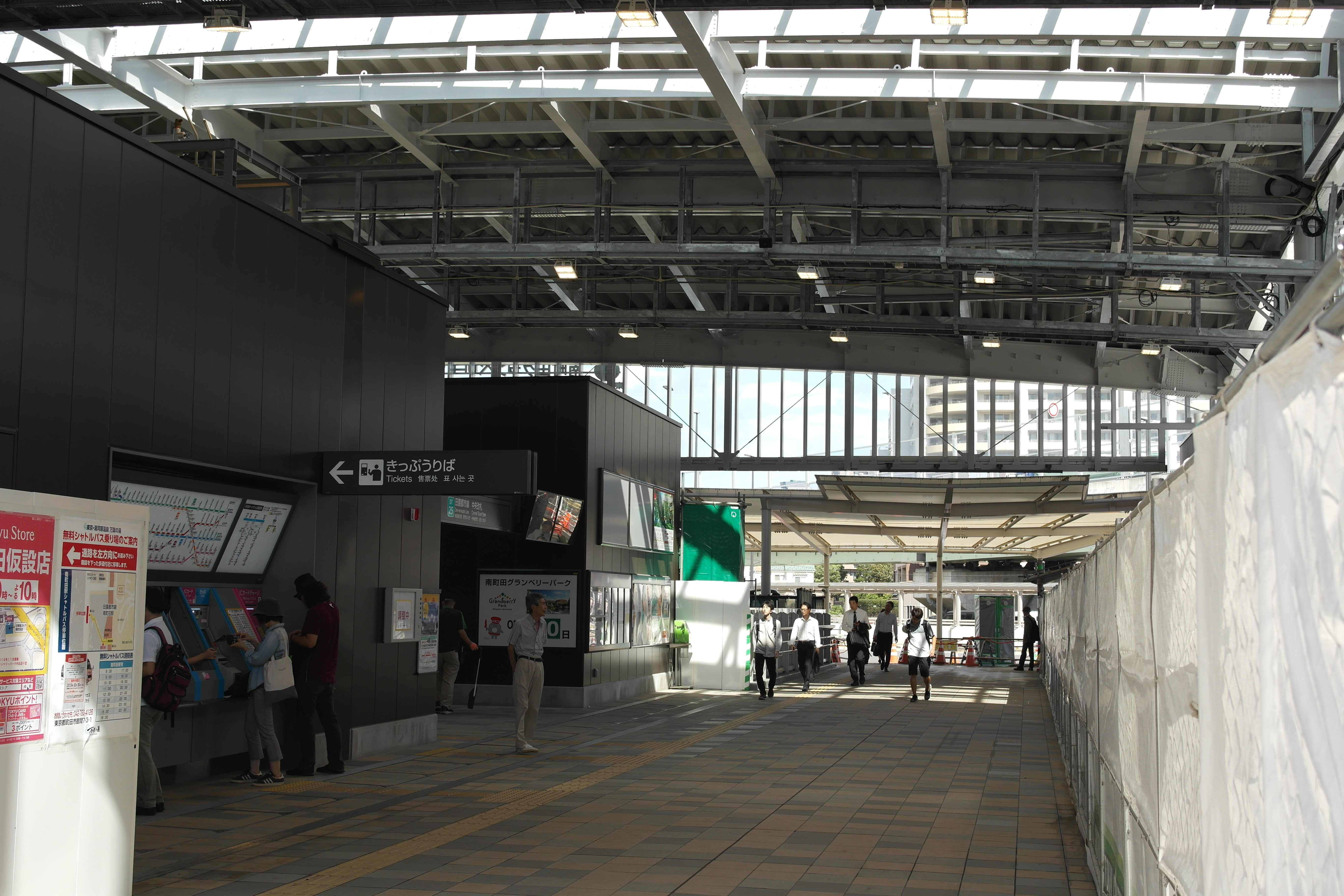
中央改札前の南北自由通路 （2019年10月4日）
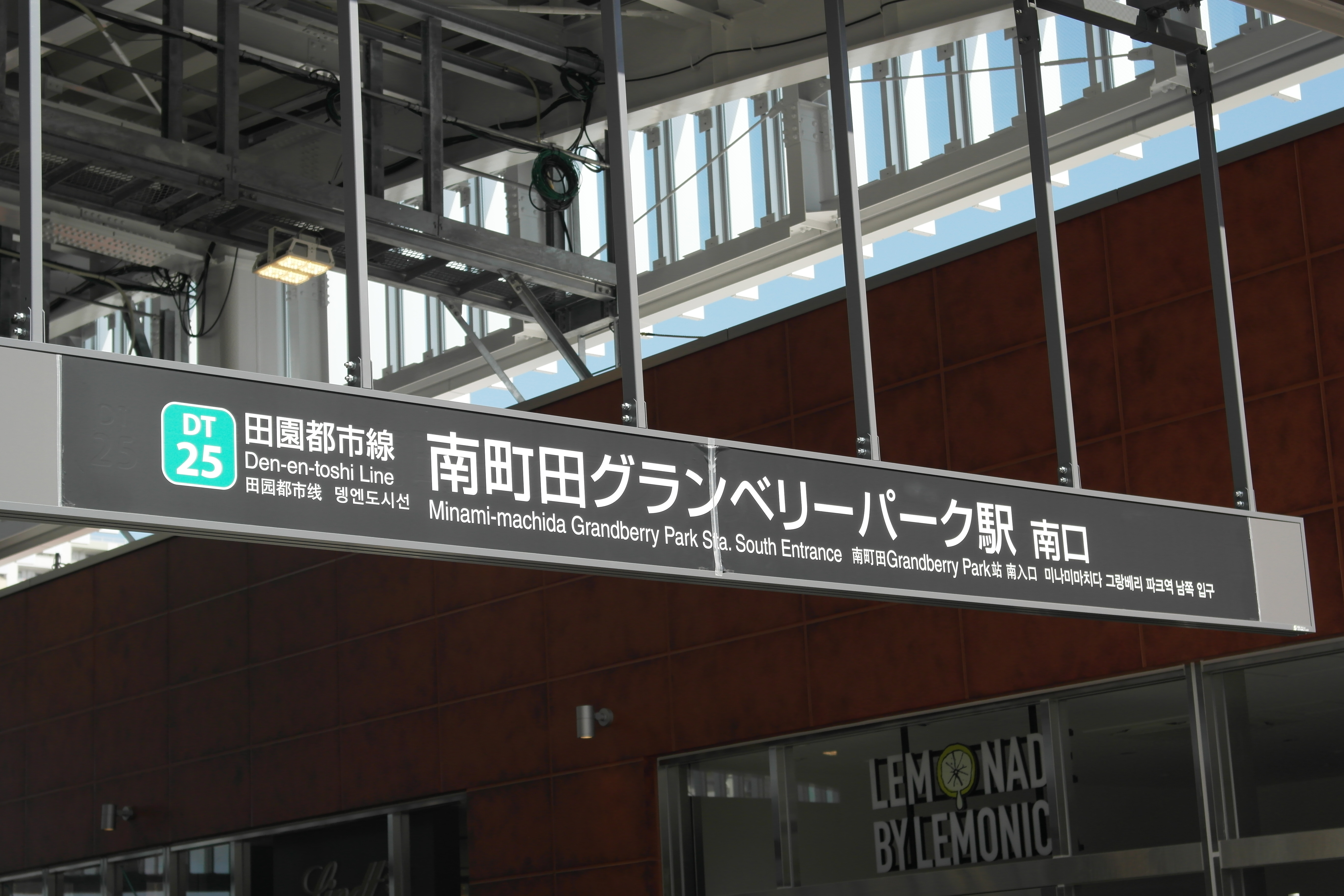
南口（現・グランベリーパーク口、2019年10月4日）

## 인접역
| 도쿄 급행 전철 덴엔토시 선    | 도쿄 급행 전철 덴엔토시 선   | 도쿄 급행 전철 덴엔토시 선  |
| ----------------------------- | ---------------------------- | --------------------------- |
| DT22 나가쓰타 시부야 방면     | ■ 급행 (토요일・휴일) ■ 준급 | 주오린칸 DT27 주오린칸 방면 |
| DT24 스즈카케다이 시부야 방면 | ■ 각역정차                   | 쓰키미노 DT26 주오린칸 방면 |